# Варзеа-Паулиста
Варзеа-Паулиста (порт. Várzea Paulista)  —  муниципалитет в Бразилии, входит в штат Сан-Паулу. Составная часть мезорегиона Макрорегион агломерации Сан-Паулу. Входит в экономико-статистический  микрорегион Жундиаи. Население составляет 110 449 человек на 2006 год. Занимает площадь 34,627 км². Плотность населения — 3.189,7 чел./км².
Праздник города —  21 марта.

## Статистика
- Валовой внутренний продукт на 2003 составляет 711.527.366,00 реалов (данные: Бразильский институт географии и статистики).
- Валовой внутренний продукт на душу населения на 2003 составляет 6.951,56 реалов (данные: Бразильский институт географии и статистики).
- Индекс развития человеческого потенциала на 2000 составляет 0,795 (данные: Программа развития ООН).